# Polinices leptaleus
Polinices leptaleus är en snäckart som beskrevs av Watson 1881. Polinices leptaleus ingår i släktet Polinices och familjen borrsnäckor. Inga underarter finns listade i Catalogue of Life.